# Lepidaploa koelzii
Lepidaploa koelzii là một loài thực vật có hoa trong họ Cúc. Loài này được (McVaugh) H.Rob. mô tả khoa học đầu tiên năm 1999.